# Розман, Моисей Санелевич
Моисей Санелевич Розман (псевдоним Михаил Савельевич Горб; 1894, м. Чуднов, Волынская губерния — 21 августа 1937, г. Москва) — деятель советской разведки, старший майор госбезопасности (1935). Расстрелян в «особом порядке».

## Биография
Родился в 1894 году в местечке Чуднов под Житомиром Волынской губернии в семье владельца часовой мастерской. Окончил гимназию в Житомире (1914), в 1914—1915 гг. учился в Петроградском психоневрологическом институте, перевёлся на медицинский факультет Киевского университета, окончил три курса (1917). В 1912—1917 гг. репетитор у частных лиц в Житомире и Киеве. Согласно официальной версии начала 1920-х гг., племянник редактора-издателя А. М. Уманского, который 5 июля 1917 года в петроградской ежедневной газете «Живое слово» 139 № 51 (404) опубликовал сведения Г. А. Алексинского о подкупе Ленина германским Генеральным штабом.
С 1914 года участвовал в революционном движении, член ПСР, в 1917 году примкнул к левым эсерам, во время Гражданской войны участник эсеровского подполья. После левоэсеровского мятежа был в числе эсеров, пошедших на сотрудничество с большевиками (борьбисты — по названию партийной газеты «Борьба»). В 1919 г. в Зафронтовом бюро (разведка) ЦК КП(б) Украины, член исполкома Киевского совета. Выступал под фамилией Горбунов. Член Одесского ревкома. В подполье принял кличку «Горб». В феврале-марте 1920 — заместитель председателя Одесской губернской ЧК.
Состоял в КП(б)У с апреля 1920 г., что практически совпало с самоликвидацией партии борьбистов. Уполномоченный особого отдела 12-й армии на Западном фронте. После окончания польской кампании — зав. учётно-распределительным отделом и помощник секретаря Киевского губкома КП(б)У.
Постановлением ЦК ВКП(б) по требованию Дзержинского командирован в центральный аппарат ВЧК с учётом опыта подпольной работы и знания немецкого языка. Работал над созданием нелегальной резидентуры в Европе. С января 1921 г. — в аппарате Иностранного отдела ВЧК—ГПУ. Пытался в составе группы засланных чекистов установить контакты с Б. В. Савинковым и Н. В. Чайковским. В агентурной работе участвовал и «дядя» Горба Уманский, в качестве известной фигуры, «вырвавшейся» из лап большевиков, он обеспечил конспиративное прикрытие, вплоть до своей смерти в конце 1922 г.. В 1922 — марте 1924 гг. находился на разведывательной работе в Германии с документами на имя М. Червякова и прикрытием должности сотрудника полпредства СССР в Берлине.
В 1924—1926 гг. уполномоченный Закордонной части ИНО ОГПУ СССР, в дальнейшем легальный резидент ИНО ОГПУ СССР в Австрии. Курировал работу зарубежной агентуры. С апреля 1926 г. помощник начальника ИНО ОГПУ СССР, с 1931 г. заместитель начальника Иностранного отдела ОГПУ, руководивший работой советской резидентуры во Франции. В марте 1933 — июле 1934 гг. начальник 4 отделения СПО и помощник начальника Секретно-политического отдела ОГПУ-ГУГБ НКВД СССР. В дальнейшем начальник 4 отделения СПО и помощник начальника СПО ГУГБ НКВД СССР. С августа 1934 г. заместитель начальника Особого отдела ГУГБ НКВД СССР, с 1937 г. заместитель начальника 3 (контрразведывательного) отдела ГУГБ НКВД СССР (по другим данным — заместитель начальника 5 (Оо) отдела ГУГБ НКВД СССР).
Старший майор ГБ (1935). 
Награды : 2 знака «Почётный работник ВЧК-ГПУ»(1926, 1932).
Известна характеристика Горба, данная писателем И. Бабелем: «Вот парадокс. Ему приходится расстреливать людей, а ведь это самый сентиментальный человек, каких я знал…» Друг Осипа и Лили Брик, Владимира Маяковского; завсегдатай салона Лили Брик в Гендриковом переулке. Он «возглавлял сеть лубянских агентов, обосновавшихся в Германии, жил по подложным документам в Берлине и почти наверняка встречался там и с Лилей, и с Осипом, и с Маяковским. Появление Горба в Гендриковом и лёгкое вхождение в привычный круг друзей дома, несомненно, как раз тем и объяснялось, что отношения с хозяевами „салона“ уже имели свою историю, а поездки Лили и Маяковского (всегда порознь!) в Париж представляли теперь для Горба, с учётом его новой служебной ориентации, особо большой интерес. По крайне скудным, но все же дошедшим до нас свидетельствам тех, кто его знал, Михаил Горб был поразительно бесцветной личностью („тщедушный физически и морально“, как характеризует его один мемуарист) и ни в каком отношении не мог представлять интереса для обитателей квартиры в Гендриковом и для их гостей. Присутствие его там объяснялось явно другими причинами и было для Маяковского — Бриков не столько желанным, сколько принудительно вынужденным» (А. Ваксберг).
С 1932 г. учился на факультете общественных наук и заочных курсах МГУ по специальности «математика», окончил в 1936 г. («без каких-либо официальных дипломов»).
Участвовал в ликвидациях: «… за границей он [Горб] организовал отравление, убийство одного нашего атташе, который остался в Праге, в Чехословакии — это было в 20-е годы. Или чистка в Монголии: чекисты переодеты были — выдавали себя за белых офицеров, которые собирают отряд в помощь китайцам, чтобы воевать с бандитами-большевиками. Ну, люди шли на эту удочку, а чекисты их расстреливали, как только они выезжали за пределы города».
Арестован 29 апреля 1937 года в числе ближайших сотрудников Г. Г. Ягоды. Обвинён в участии в «антисоветском заговоре правых в НКВД». Внесён в Сталинский расстрельный список «Москва-центр» от 20 августа 1937 г. по 1-й категории («за» Сталин, Косиор, Молотов, Каганович, Ворошилов). Расстрелян 21 августа 1937 г. в Москве в так называемом «особом порядке» (то есть без рассмотрения его дела в суде, на основании письменного распоряжения коменданту НКВД от председателя Военной коллегии Верховного Суда СССР В. Ульриха). Вместе с Горбом в тот день было расстреляно 37 осуждённых в «особом порядке», в том числе руководящие сотрудники ИНО ГПУ-НКВД А. Х. Артузов, Ф. Я. Карин, О.Штейнбрюк, Б. М. Гордон, сотрудники нелегальных зарубежных резидентур ОГПУ-НКВД М. Н. Бельский-Минц, А. С. Бакони, Ф. Я. Яфедов, В. А. Илинич, С. И. Чацкий. Место захоронения — могила невостребованных прахов № 1 крематория Донского кладбища.
В 1955 году его жена Евгения Семёновна Герлин-Горб (1894—1960) обратилась с просьбой о его реабилитации. Ей было отказано. В 2001 году дочь Валерия Михайловна Герлин (1929—2012) и внучка А. Ю. Айхенвальд снова обратились с просьбой о реабилитации. Им было отказано.
Был реабилитирован 29 декабря 2012 г. В настоящее время вопрос о реабилитации находится на пересмотре.
Кенотаф на Востряковском кладбище в Москве (квадрат 37-3).